# Lucinda Childs
Lucinda Childs (New York, 26 giugno 1940) è una danzatrice e coreografa statunitense, associata al movimento minimalista.

## Biografia
Lucinda Childs inizia a studiare danza all'età di sei anni, ma la sua ambizione è diventare attrice. Studia con Hanya Holm e Helen Tamiris. Durante gli anni del liceo si interessa sia alla danza classica che al teatro. Dopo un'esperienza negativa in un ruolo da attrice affidatole da Tamiris, sviluppa il suo interesse per la danza moderna al Sarah Lawrence College dove incontra Bessie Schönberg, Merce Cunningham e Judith Dunn, personaggi che influenzeranno la sua carriera successiva. Childs ottiene il diploma di danza sia al Sarah Lawrence College, sia alla scuola fondata a New York da Merce Cunningham.
Lucinda Childs partecipa alla fondazione e ai lavori di ricerca dello Judson Dance Theater dal 1962 al 1966. Danza con Yvonne Rainer e Steve Paxton in spettacoli sperimentali. In parallelo, scrive le sue prime opere Pastime, nel 1963, e Geranium, nel 1965. Nel 1968 seguendo dei corsi basati sulla tecnica Alexander, si avvicina alla danza minimalista che diverrà uno degli elementi caratterizzanti nella sua carriera artistica.
Nel 1973 a New York fonda la Lucinda Childs Dance Company. Utilizza dapprima il modello del monologo seguendo l'esempio di Yvonne Rainer, e poi si orienta di nuovo verso la danza minimalista. Nel 1976, alla sua prima apparizione al Festival di Avignone, si fa notare grazie al suo assolo in Einstein on the Beach creato insieme a Philip Glass e messo in scena da Robert Wilson. A partire da quel momento, Childs si esibisce sempre più spesso in Europa, e in particolare in Francia. Finirà con lo stabilirsi a Parigi, dove abita ancor oggi, sentendosi più a suo agio nell'ambiente artistico europeo che non in quello americano. Tuttavia, Childs torna spesso negli Stati Uniti dove collabora di frequente con compositori di musica minimalista come Philip Glass, John Gibson, Steve Reich, John Adams, e artisti quali Sol LeWitt e Tadashi Kawamata.

Childs si allontana dalla danza minimalista per tentare uno stile più accademico in Calyx, del 1987, lavoro tecnicamente più elaborato ma caratterizzato da una semplicità classica. Nello spettacolo Dance ritorna a una scrittura più complice della musica. Questa complicità acquista importanza al momento del suo incontro con Elisabeth Chojnacka, clavicembalista che diventa direttrice musicale della sua compagnia nel 1991. 
Occasionalmente, è stata anche attrice (I Was Sitting On My Patio, 1977 ; La Maladie de la mort, 1997).

## Vita personale
Tra le relazioni sentimentali che segnano la sua opera oltre che la sua vita, da ricordare quella con la scrittrice e critica di danza femminista Jill Johnston (che ha fortemente sostenuto la visibilità del Judson Dance Theatre nelle pagine del Village Voice), con cui ha vissuto a metà degli anni Sessanta. Inoltre, per alcuni anni Childs è stata la compagna della scrittrice Susan Sontag.

## Coreografie
- 1963 Pastime, Three Pieces, Egg Deal
- 1964 Carnation, Street Dance, Model
- 1965 Germanium, Screen, Agriculture
- 1973 Particuler Reel, Chekered Drift e Calico Mingling
- 1976 Cross Words e Figure Eights
- 1977 Plaza, Melody Excerpt e Interior Drama alla Brooklyn Academy of Music di New York.
- 1978 Katema a Amsterdam.
- 1979 Dance sulla partitura Dance di Philip Glass e scenografia e film di Sol LeWitt[6], alla Brooklyn Academy of Music.
- 1981 Mad Rush su musica di Philip Glass.
- 1981 Relative Calm messo in scena da Robert Wilson al Théâtre national de Strasbourg.
- 1982 Formal Abandon, part I and II
- 1983 Available Light su musica di John Adams e scenografia di Frank Gehry al Museum of Contemporary Art di Los Angeles.
- 1983 Formal Abandon, part III al Théâtre de la Ville a Parigi.
- 1984 Cascade, Outline
- 1984 Premier orage per il balletto dell'Opéra de Paris.
- 1986 Portraits in Reflexion al Joyce Theater di New York.
- 1987 Calyx al Joyce Theater di New York.
- 1987 Lichtknall per l'Opera di Berlino.
- 1989 Mayday in collaborazione con Sol LeWitt per il Teatro Lirico di Milano.
- 1990 Perfect Stranger per l'Opéra di Lione.
- 1990 Four Elements per Rambert Dance Company all'Apollo Theater di Oxford.
- 1991 Rhythm Plus al Théâtre de la Ville a Parigi.
- 1992 Oophaa Naama per Charleroi/Danses Belgio.
- 1993 Concerto su musica omonima di Henryk Górecki.
- 1993 One and One al Théâtre de la Ville e Impromptu.
- 1994 Trilogies e Chamber Symphony.
- 1995 Kengir  al Festival d'Avignon.
- 1995 From the White Edge of Phrygia al Théâtre de la Ville.
- 1996 Hammerklavier
- 1998 On the Balance of Things  per l'Ensemble intercontemporain alla Cité de la musique a Parigi.
- 1998 Sunrise on the Planetary Dream Collector e Moto Perpetuo per il Conservatoire de la Danse alla Cité de la Musique.
- 1999 Histoire per la Martha Graham Company al Joyce Theater di New York.
- 2000 Variété de variété al Théâtre de la Ville.
- 2000 The Chairman Dances per i Ballets de Monte Carlo.
- 2001 Largo
- 2002 Underwater presso The Kitchen a New York.
- 2003 Daphnis et Chloé di Ravel per il balletto del Grand Théatre de Genève, Svizzera.
- 2003 Opus One per Mikhail Baryshnikov.
- 2004 Le Mandarin merveilleux di Béla Bartók per il balletto dell'Opéra national du Rhin di Strasburgo.
- 2005 Firebird di Stravinsky per MaggioDanza.
- 2005 Ten Part Suite per il Balletto di Boston.
- 2010 Songs From Before per il balletto dell'Opéra national du Rhin di Strasburgo
- 2011 Oceana per il balletto dell'Opéra di Nizza

### Coreografie operistiche
- 1976 : Einstein on the Beach di Philip Glass, Festival di Avignone.
- 1992 : Salomé di Richard Strauss, Festival di Salisburgo.
- 1994 : Reigen di Philippe Boesmans a La Monnaie, Bruxelles.
- 1995 : Moïse et Aron di Arnold Schönberg, Amsterdam.
- 1995 : Zaïde d Mozart,Opéra National du Rhin, Strasbourg.
- 1997 : Don Carlos di Giuseppe Verdi, Théâtre du Châtelet, Parigi.
- 1999 : Macbeth di Giuseppe Verdi, Royal Theatre, Glasgow.
- 2001 : White Raven di Philip Glass, Lincoln Center, New York.
- 2001 : Lohengrin di Richard Wagner, Teatro dell'Opera di Los Angeles.
- 2003 : Orphée et Eurydice di Gluck, Teatro dell'Opera di Los Angeles.
- 2004 : Parsifal di Richard Wagner, Opéra di Ginevra.
- 2005 : Doctor Atomic di John Adams, San Francisco Opera.
- 2012 : Farnace di Antonio Vivaldi, Opéra National du Rhin, Strasburgo.

## Premi e riconoscimenti
- 1996 : Officier dell'Ordre des arts et des lettres
- 2001 : Bessie Award
- 2004 : Commandeur dell'Ordre des arts et des lettres
- 2017 : Leone alla carriera (consegnato a Venezia il 23-06-2017)